# Karakalpakos
Los karakalpakos (en karakalpako: Qaraqalpaqlar, Қарақалпақлар, قاراقلپقلر) son un grupo étnico turco originario de Karakalpakistán en el noroeste de Uzbekistán. Durante el siglo XVIII, se establecieron en la parte baja del Amu Daria y en el antiguo delta del Amu Daria en la costa sur del mar de Aral, actual desierto de Aralkum. El nombre karakalpako proviene de dos palabras: "qara" que significa negro y "qalpaq" que significa sombrero. Los karakalpakos son casi 620.000 en todo el mundo, de los cuales alrededor de 500 000 viven en la República de Karakalpakistán de Uzbekistán.
Los karakalpakos viven principalmente en el noroeste de Uzbekistán con poblaciones más pequeñas en Turquía, Irán y otros países de Asia central.

## Patria
La población de karakalpakos se limita principalmente a la parte central de Karakalpakistán que es irrigada por el río Amu Daria. Las comunidades más grandes viven en Nukus, que es la capital de Karakalpakistán y las grandes ciudades circundantes de la capital son Khodzheli, Shimbay, Takhtaitash, Shomanay y Kungrad. Los karakalpakos rurales viven principalmente en antiguas granjas colectivas o estatales, la mayoría de las cuales han sido privatizadas recientemente.

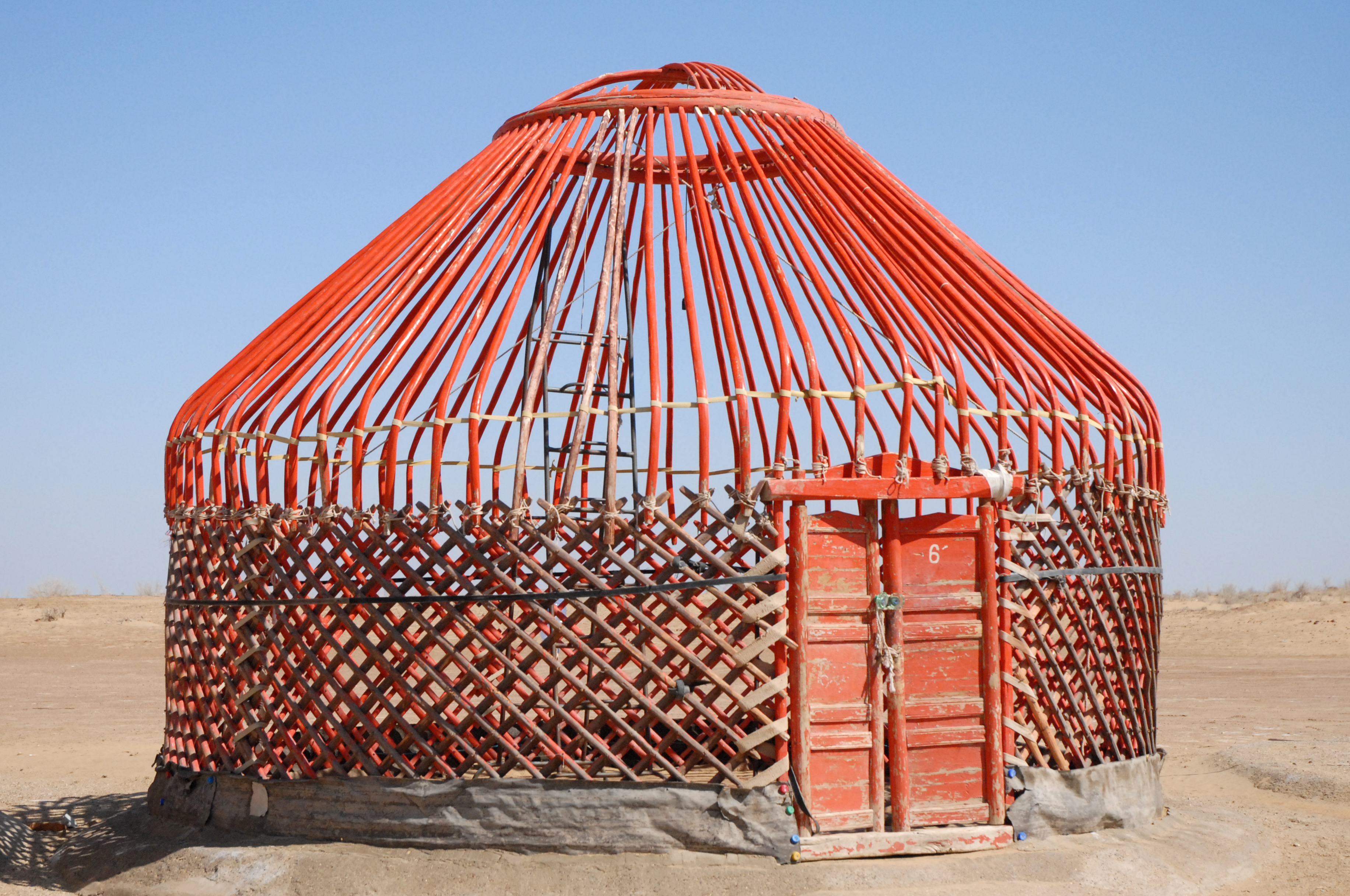
Un qara u'y, una yurta tradicional karakalpaka

Muchos karakalpakos rurales se han visto gravemente afectados por la desecación del mar de Aral, que ha destruido la industria pesquera local junto con gran parte de las tierras agrícolas y de pastoreo en el norte del delta. La mayor parte de Karakalpakistán está ocupada por desierto llamada el Kyzyl Kum en el lado este, la árida meseta de Ustyurt al oeste y ahora el creciente AralKum al norte, una vez el lecho del antiguo Mar de Aral.

## Lengua
El idioma karakalpako pertenece al grupo kipchak-nogayo de lenguas túrquicas, que también incluye el kazajo y el nogayo.
Esta lengua tiene dos dialectos: nororiental y del suroeste. El karakalpako emplea como escritura tanto una forma modificada del alfabeto cirílico y alfabeto latino.

## Orígenes
La palabra Karakalpakos se deriva de la ortografía cirílica rusa de su nombre y se ha convertido en el nombre aceptado para estas personas en Occidente. La palabra significa "sombrero negro".

## Religión
Los karakalpakos son principalmente seguidores de la escuela Hanafí del Islam suní. Es probable que adoptaran el Islam entre los siglos X y XIII, el primer periodo durante el cual se caracterizaron como un grupo étnico distinto.

## Galereya

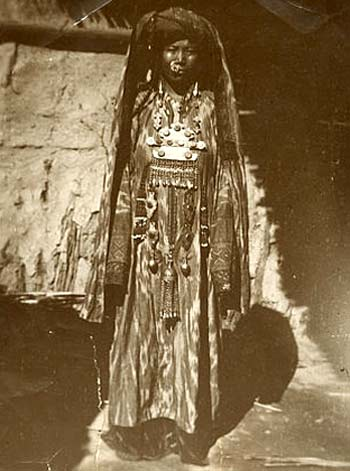
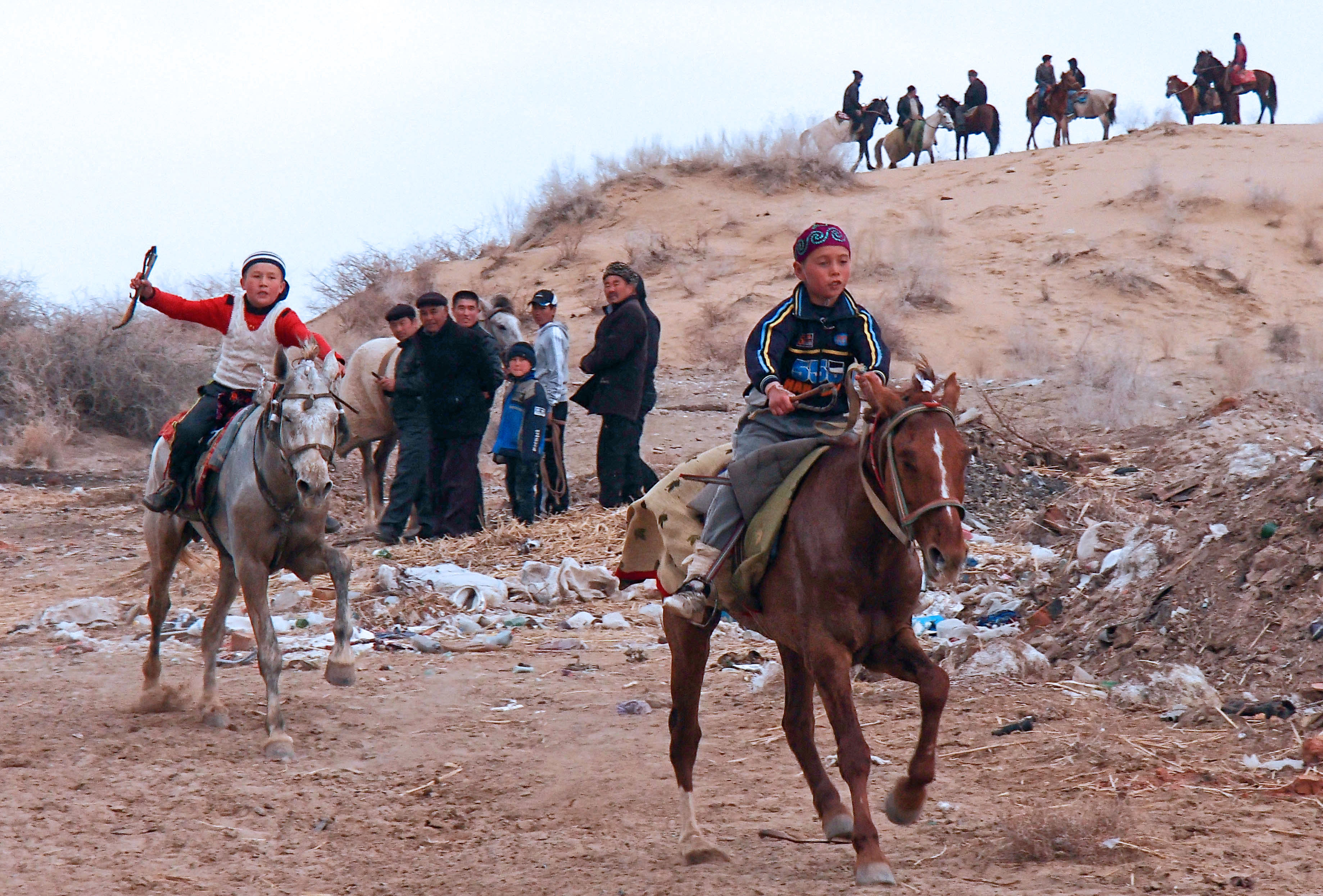
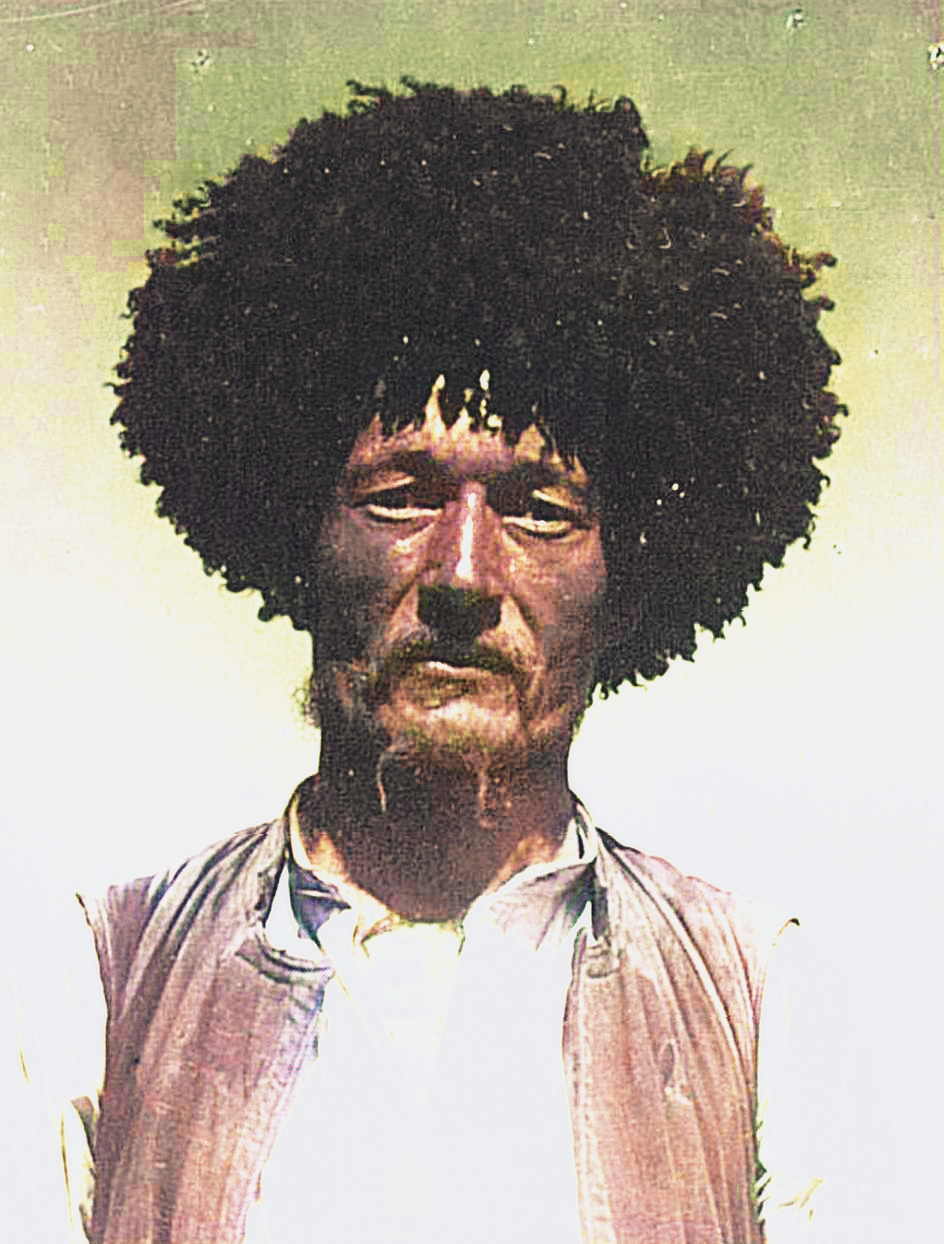
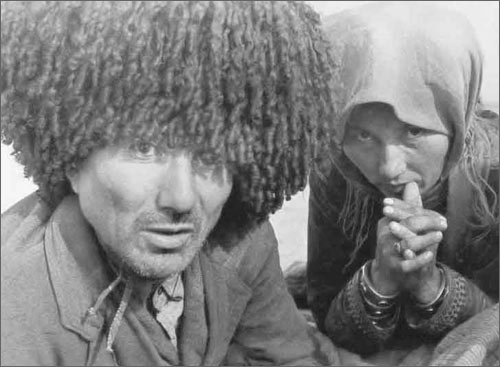
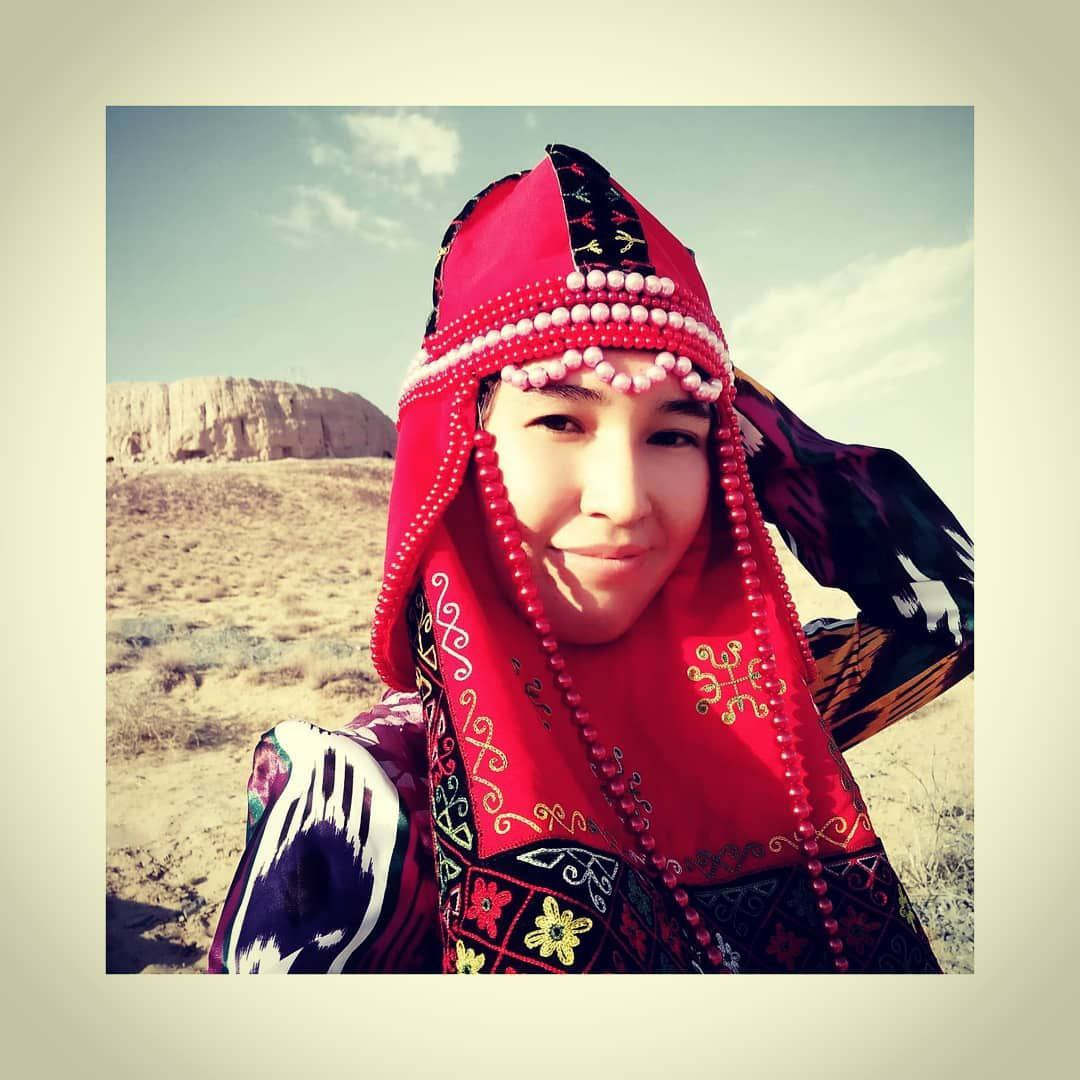
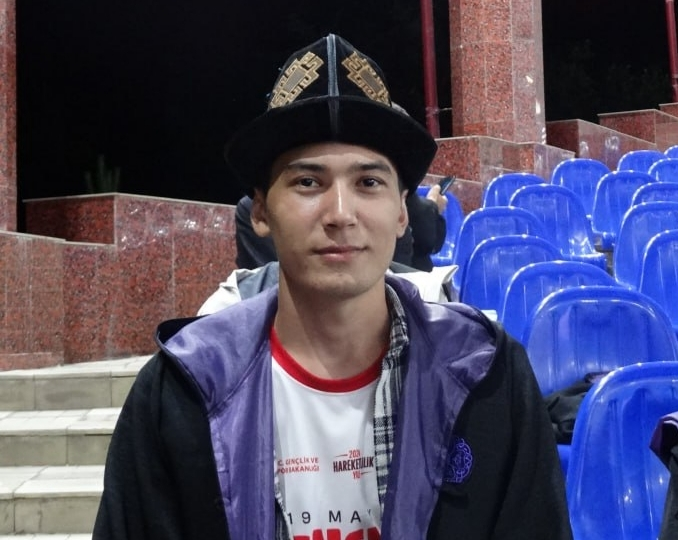
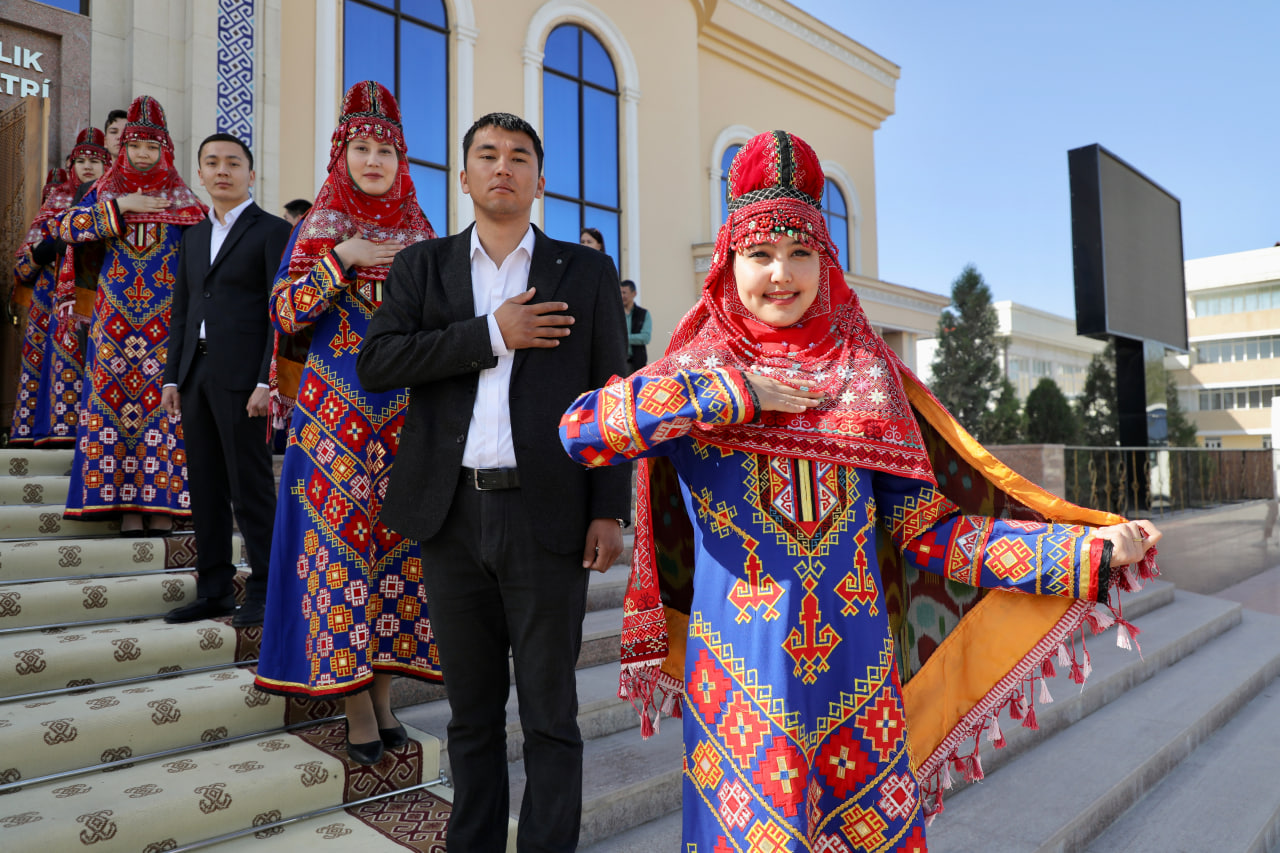